# Deutek
Deutek este o companie producătoare de vopsele din România, înființată în anul 1997, sub numele de „düfa România SRL”,
ca joint venture între doi investitori autohtoni și concernul Meffert AG din Germania.
În 2005, compania a fost preluată de grupul olandez Europaint International, controlat indirect de fondul american de investiții Advent International.
În urma achiziției, compania a fost redenumită în „düfa - DEUTEK S.A.”
În martie 2008, Deutek a cumpărat firma Bengoss Comimpex, care comercializează mortare uscate sub marca Bauleiter, pentru suma de 18,9 milioane euro.
În iunie 2008, Deutek a achiziționat compania Scan SRL din Călărași, producător de mortare și adezivi, în urma unei tranzacții de patru milioane de euro.
În anul 2007, compania deținea o cotă de piață de aproximativ 16% în România.
Cifra de afaceri:
- 2007: 29 milioane Euro[3]